# Arktis

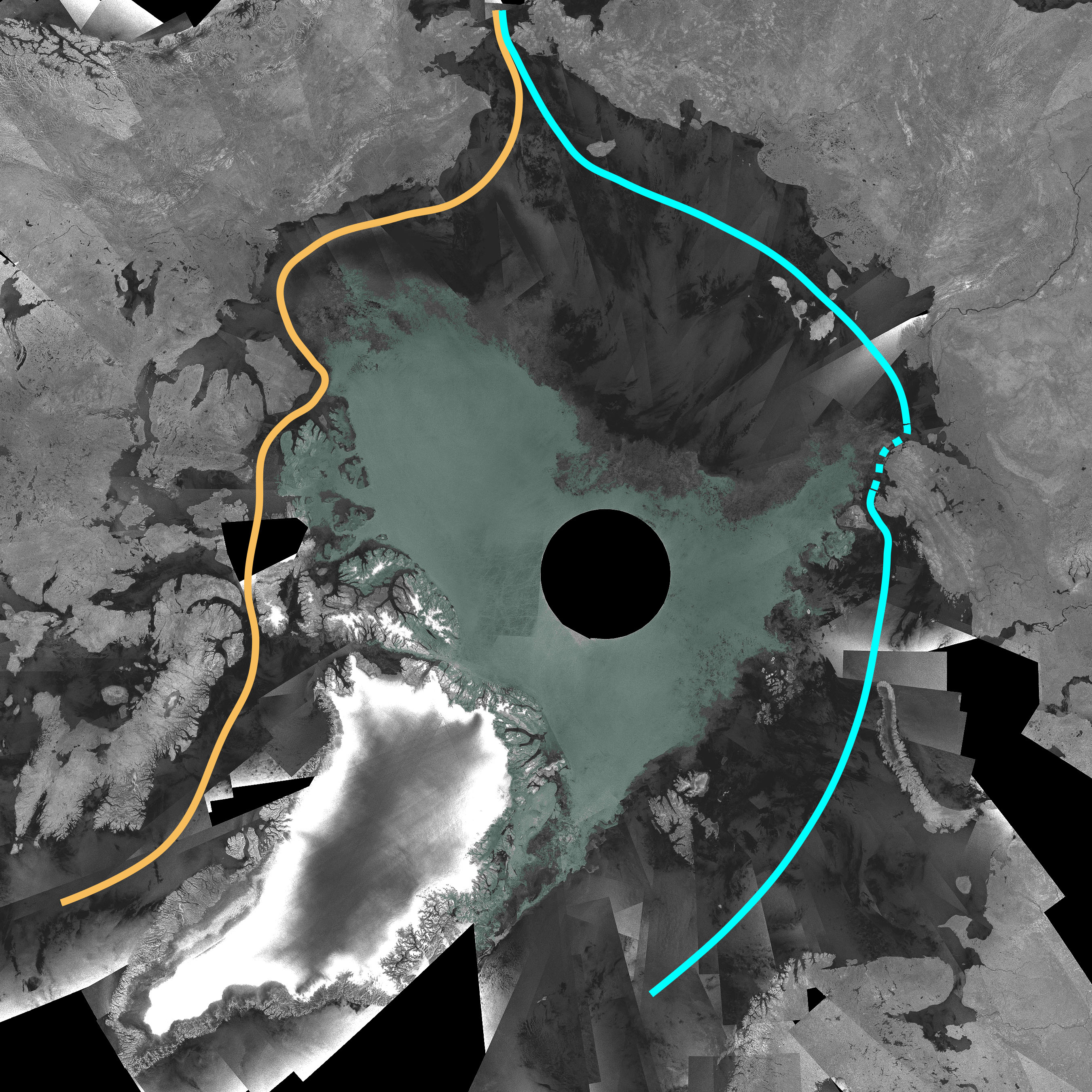
Bild des Satelliten Envisat (September 2007):
Die Schiffs- und Handelsrouten in der Arktis.
Orange: die „Nordwestpassage“, im Wesentlichen an den USA (Alaska), Kanada und Grönland vorbei
Hellblau: Nur geringfügig von Eis blockierte „Nordostpassage“ an Russland entlang.
Nicht eingezeichnet: eine künftige direkte transpolare Route über den Nordpol

Karte des Nordmeeres mit den Gebietsansprüchen der umliegenden Länder

Die Arktis, auch Nordpolargebiet und Nordpolgebiet, bezeichnet die Region um den Nordpol und damit eines der beiden Polargebiete. Zur Arktis zählen die nördliche Polkappe, das im Winter großenteils von Eis bedeckte Nordpolarmeer und die nördlichen Ausläufer der Kontinente Nordamerika, Asien und Europa. Die genaue Abgrenzung wird je nach Fachrichtung und Autor unterschiedlich vorgenommen, orientiert sich jedoch häufig an den meteorologisch/klimatologischen Festlegungen. Der Arktis auf der Erdkugel gegenüber liegt ihre Antipodin Antarktis. Der größte Unterschied: Während die Arktis im Wesentlichen ein Meer ist, das von Kontinentalstaaten umgeben ist, handelt es sich bei der Antarktis um eine Landmasse, die von Meer umschlossen ist. 
Der Begriff Arktis ist aus dem altgriechischen Wort ἄρκτος árktos für „Bär“ abgeleitet. Das Adjektiv ἄρκτικός arktikós wurde für die Richtungsangabe „nördlich“ benutzt, bezeichnete aber auch die Region unter dem Sternbild Großer Bär, welches in der Antike dem Nordpol näher stand als heute. Der Polarstern, der heute fast senkrecht über dem Nordpol steht, gehört zum Sternbild Kleiner Bär. In der griechischen Mythologie galt sie als paradiesischer Ort mit einer besonderen Nähe zu den Göttern.

## Erdgeschichte
Aus Fossilienfunden, so jenen der Margaret-Formation der Ellesmere-Insel oder einem mumifizierten Wald auf der Axel-Heiberg-Insel, geht hervor, dass in der Arktis im unteren bis mittleren Eozän vor 40 bis 50 Millionen Jahren warm-gemäßigte Temperaturen herrschten und hier bis zu 50 Meter hohe Mammutbäume wuchsen. Das Nordpolarmeer wies zu dieser Zeit örtlich und jahreszeitlich begrenzt sogar subtropische Wassertemperaturen auf. In Bohrkernen wurden Reste von Süßwasserpflanzen entdeckt, die heute unter anderem in Reiskulturen vorkommen. Deshalb wird vermutet, dass das Nordpolarmeer vor mehr als 40 Millionen Jahren ein vom Weltmeer nahezu abgeschlossenes Binnenmeer gewesen sein könnte, dessen oberste Wasserschicht durch niederschlagsbedingte Süßwasser-Einträge vergleichsweise salzarm war. Andere Funde zeugen von heftigen biologischen Umwälzungen und vom plötzlichen Aussterben vieler Organismen in der Folgezeit.
Zu Beginn des Oligozäns vor etwa 33 Millionen Jahren kühlte die Erde ab und es bildeten sich Eiskappen an den Polen. Die Vereisung erreichte die Antarktis vor 25 und Grönland vor 6 Millionen Jahren. Vor 6000–7000 Jahren war die Arktis für längere Zeit womöglich periodisch eisfrei.

## Geografie
Früher wurde die Arktis schlicht als „die Region nördlich des Nordpolarkreises“ (66° 34′ nördliche Breite) definiert. Heute wird ihre Ausdehnung oft über klimatische und vegetationsgeografische Kriterien festgelegt, z. B. über die Juli-Isotherme von 10 °C oder die Baumgrenze. In den Sozialwissenschaften wird die Arktis über politische Regionen und sozialökonomische Faktoren abgegrenzt. In der Politik wird häufig auf eine solche Definition aus dem Arctic Human Development Report des Arktischen Rats zurückgegriffen.
Im Zentrum der Arktis liegt kein eisbedeckter Kontinent (wie in der Antarktis), sondern ein früher ganzjährig zugefrorenes Meer, der Arktische Ozean, der nach neuesten Prognosen bereits 2030 in den Sommermonaten eisfrei sein könnte. Am geografischen Nordpol ist das Eis vier Meter dick, und der Ozean 4261 Meter tief. Südlich wird der Ozean von den Kontinenten Nordamerika, Asien und Europa begrenzt.

### Hocharktis

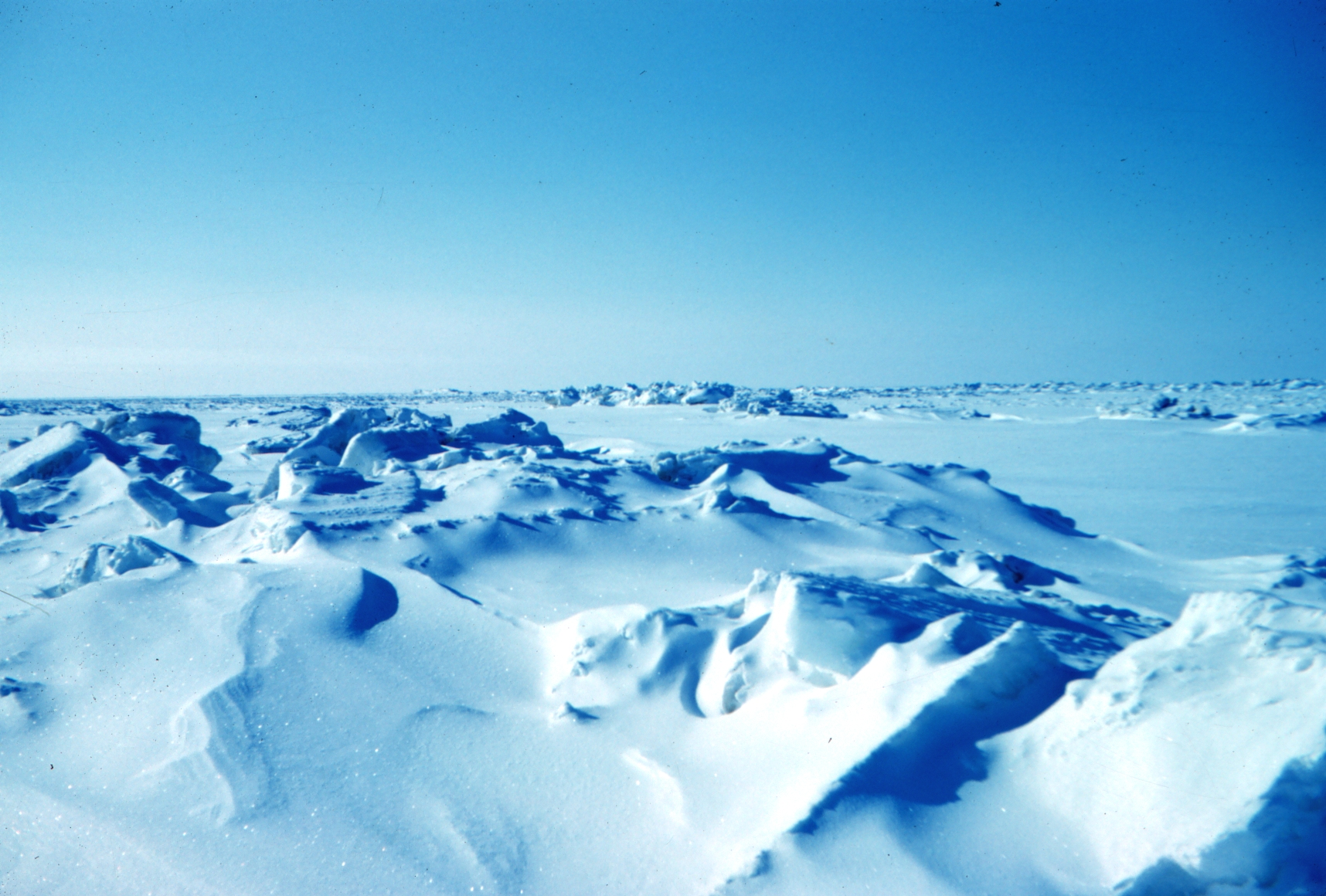
Vereiste Beaufortsee

Der nördlichste Teil der Arktis wird gelegentlich als „Hocharktis“ bezeichnet. Der Begriff ist nicht klar definiert; oft werden darunter der Arktische Ozean, der kanadisch-arktische Archipel, die Nordhälfte von Grönland, Spitzbergen sowie die im hohen Norden Russlands gelegenen Inseln (z. B. Franz-Joseph-Land und Nowaja Semlja) verstanden. Klimatologen verstehen darunter die dauerhaft eisbedeckten oder nahezu vegetationslosen hochpolaren Klimate im Gegensatz zu den subarktischen Tundrenklimaten. Die regional verschiedene Abgrenzung ist den unterschiedlichen klimatischen Bedingungen geschuldet, die durch die Verteilung warmer und kalter Meeresströmungen auf der Nordhalbkugel der Erde hervorgerufen werden. So weisen der Norden Skandinaviens und das angrenzende Europäische Nordmeer durch den Golfstrom keine hocharktischen Verhältnisse auf, während die auf den gleichen Breitengraden gelegene Beaufortsee keiner warmen Strömung ausgesetzt ist und der Hocharktis zugerechnet wird. Die globale Erwärmung verschiebt die Grenze der Hocharktis langsam weiter nach Norden.
Die klimatischen und ökologischen Bedingungen der Arktis zählen zu den härtesten, lebensfeindlichsten der Erde und sind nur mit denen der Antarktis und der höchstgelegenen Regionen von Himalaya und Karakorum vergleichbar. Schnee und Eis bedecken ganzjährig einen großen Teil der Meeres- und Landoberfläche, während in den südlicheren Arktisgebieten größere Gebiete im Sommer abtauen und lebensfreundlicher sind. In diesen Regionen sind Pingos – durch Eislinsen gebildete runde Hügel – ein typisches Landschaftsphänomen.

### Schutzgebiete
Ende 2016 erklärte US-Präsident Barack Obama kurz vor Ende seiner Amtszeit gemeinsam mit der amtierenden Regierung Kanadas große Bereiche der Arktis und im Atlantik zu Schutzzonen, für die zunächst für fünf Jahre keine neuen Öl- und Gas-Bohr-Lizenzen mehr vergeben wurden. Die neuen Schutzzonen der Arktis waren in etwa so groß wie Spanien. Per Dekret gab sein Nachfolger Trump 52 Millionen Hektar geschützte Gebiete für Offshore-Bohrungen frei sowie mehr als die Hälfte des gemäßigten Regenwalds im Südosten Alaskas für Energie- und Bergbauprojekte. Um nach dem Einmarsch Russlands in die Ukraine energieunabhängiger zu bleiben, hatte Präsident Joe Biden in einem schwierigen Balanceakt die Ölförderung im Naturschutzgebiet in Alaska wiederum einstellen lassen, anders als beispielsweise die Öl- und Gasförderung in Wyoming. Das mit Abstand größte permanente Meeresschutzgebiet der Arktis ist das kanadische Tuvaijuittuq.

## Flora und Fauna
Der Lebenszyklus der Pflanzen der Arktis wird durch die deutlich extremeren Umweltbedingungen geprägt. Die starken Temperaturunterschiede, Permafrost, extrem wechselnde Sonneneinstrahlung und heftige Schneestürme begrenzen das für Pflanzenwachstum zur Verfügung stehende Land auf nur 5 % der Fläche der Arktis. Die wichtigsten Vegetationszonen liegen am Rand der Arktis und sind Tundra (baumlose Kältesteppen) und Waldtundra, wo die Tundra durch zunehmenden Baumwuchs ergänzt wird. Insgesamt bietet die Arktis rund 5.900 Pflanzenarten eine Heimat, darunter sind über 2.200 Gefäßpflanzen.
Nur eine beschränkte Zahl von Säugerarten ist in der Arktis heimisch, und auch an Fischarten ist sie arm. Bei den Vogelarten hingegen weist sie einen großen Reichtum auf, was auch daran liegt, dass viele Zugvögel zum Brüten hierher kommen.
Schätzungen zufolge kommen in den arktisch geprägten Regionen rund 1000 Insektenarten vor, besonders Stech- und Kriebelmücken, aber auch Hummeln und Schmetterlinge. Außerdem tritt in den Tundren eine größere Zahl von Spinnenarten auf.
In der Hocharktis fehlt eine Landvegetation fast völlig, man spricht deshalb auch von Polarwüste. Hier finden sich nur wenige Arten von Landsäugern, darunter der Eisbär, der sich allerdings hauptsächlich aus dem Meer ernährt. Die Meeresfauna ist dagegen verhältnismäßig artenreich.
| Säugetiere |
| --- |
| - Eisbären - Lemminge - Moschusochsen - Polarfuchs - Polarhase - Polarwolf - Rentiere - Robben, vor allem Ringel- und Bartrobben, Seehunde, Walrosse - Vielfraße - Wale, vor allem Grönlandwale, Weißwale und Narwale - Ziesel (Erdhörnchen) |

| Fische |
| --- |
| - Arktische Äsche - Grönlandhai - Neunstachliger Stichling - Polardorsch - Seeforelle - Seehase (Cyclopterus lumpus) - Seesaibling - Weißlachs |

| Vögel |
| --- |
| - Dickschnabellumme - Enten, u. a. Eiderente, Eisente, Prachteiderente - Eissturmvogel - Falken (Gerfalke, Wanderfalke) - Gänse, u. a. Kanadagans, Ringelgans, Schneegans - Gänsesäger - Regenpfeifer, u. a. Goldregenpfeifer, Kiebitzregenpfeifer - Große Raubmöwe (Skua) - Gryllteiste (Schwarzlumme) - Kanadakranich - Kolkrabe - Krabbentaucher - Küstenseeschwalbe - Möwen, u. a. Bonapartemöwe, Dreizehenmöwe, Eismöwe, Elfenbeinmöwe, Rosenmöwe, Schwalbenmöwe, Silbermöwe, Polarmöwe - Raubmöwen (Falkenraubmöwe, Schmarotzerraubmöwe) - Raufußbussard - Schneeammer - Schneeeule - Schneehuhn (Alpen- und Moorschneehuhn) - Spornammer - Steinadler - Steinwälzer - Strandläufer - Seetaucher, u. a. Eistaucher, Gelbschnabeltaucher, Prachttaucher, Sterntaucher - Tundraschwan |

## Meteorologie
Über dem Nordpol bildet sich im Polarwinter einer der beiden terrestrischen Polarwirbel, welcher der Arktischen Oszillation unterliegt; ihre Ausprägung und damit mötliche Wetterwirksamkeit wird mit dem „AO-Index“ beschrieben.

### Klimaveränderung

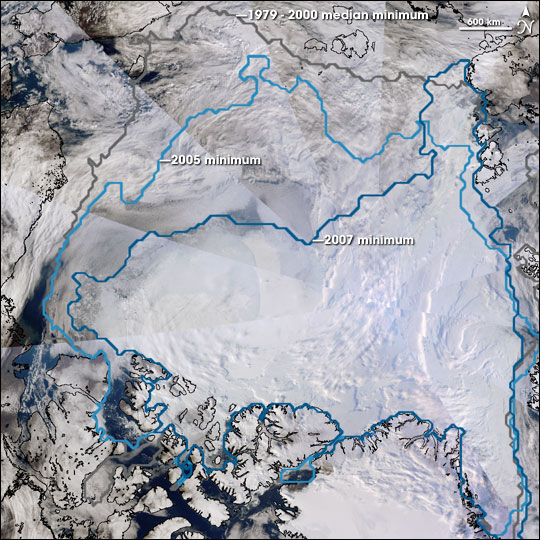
Die bisher geringste direkt gemessene Ausdehnung des arktischen Meereises vom September 2007 im Vergleich zum vorherigen Rekord-Minimum 2005 sowie dem mittleren Minimum der Jahre 1979 bis 2000

Abnahme des arktischen Meereises zwischen 1979 und 2010, ein Indikator der globalen Erwärmung

Seit über einem halben Jahrhundert wird eine Abnahme der Meereseisfläche beobachtet. Sie hat in jüngerer Vergangenheit stark an Geschwindigkeit gewonnen, so dass natürliche Schwankungen als Grund zunehmend unwahrscheinlich erscheinen und die globale Erwärmung heute als Hauptursache angesehen wird. Seit 2015 zeigt die Arktis Zeichen von irreversiblen Veränderungen; unter anderem könnte ein Temperaturanstieg zwischen 1 °C und 4 °C das fast vollständige Abschmelzen des Grönländischen Eises auslösen.
Änderungen der Umweltbedingungen in der Arktis haben nicht nur lokale Folgen. Die Arktis ist vielmehr ein Schaltzentrum des globalen Klimas. Die Ausdehnungen von Schnee, Meer- und Landeis stellen wichtige Rückkopplungsparameter dar, welche die weltweite klimatische Entwicklung beeinflussen. Die Ozeane der hohen Breiten sind zudem wichtig für die Bildung von Tiefenwasser, was im Nordatlantik den polwärts gerichteten Transport von Wärme aus niederen Breiten antreibt und das dortige Klima mitbestimmt. Änderungen dieses Wassermassentransports können sich deshalb auf lokale Klimata auf der ganzen Welt auswirken.
Messungen aus dem Jahr 2007 zeigen eine Abnahme der Eisfläche im Vergleich zum Durchschnitt der Jahre 1978 bis 2000 um 40–45 % auf 3 Millionen km². Alleine im Jahr 2007 sind über eine Million Quadratkilometer Eis geschmolzen. Sollte diese Entwicklung anhalten, könnte die Arktis bereits 2030 im Sommer eisfrei sein. Nordostpassage und Nordwestpassage könnten ab etwa 2019 temporär handelsschiffahrtstauglich werden.
Im Herbst 2008 hatten die Temperaturen mit 5 Grad über dem Normalwert einen neuen Wärmerekord für diese Jahreszeit erreicht, so ein Bericht der amerikanischen Wetter- und Ozeanbehörde NOAA. Ein Grund dafür sei der stete Rückgang des Meereises, wodurch weniger Sonnenlicht ins All reflektiert wird. Das wiederum führt zum weiteren Ansteigen der Lufttemperatur. Dieser Rückkopplungsmechanismus wird Eis-Albedo-Rückkopplung genannt.
Anfang Februar 2017 lagen die Temperaturen in der Arktis um ca. 30 Grad über den dort um diese Jahreszeit üblichen Mittelwerten der Jahre 1979 bis 2000, damit im Bereich der um diese Zeit auch in Mitteleuropa erreichten Werte bzw. sogar darüber.

Zeitlicher Verlauf des Volumens der arktischen Eisdecke aus einer messungsgestützten numerischen Simulation. Man erkennt die jahreszeitlichen Schwankungen, denen ein Abwärtstrend überlagert ist.

Auch die Dicke des arktischen Meereises nimmt ab. Zusammen mit der Flächenverminderung ergibt sich ein drastischer Volumen- und damit auch Flächenschwund, der bei linearer Fortsetzung des Trends ein völliges Verschwinden der Eisdecke während des Sommers im Zeitraum 2030–2035 erwarten lässt. Eine Beschleunigung oder auch Verzögerung dieses Prozesses ist allerdings möglich. Im Gegensatz dazu sah der IPCC noch in seinem Report von 2007 für den Zeitraum um 2090 kein völliges Verschwinden des Eises voraus.
Laut US-amerikanischem National Snow and Ice Data Center war die Eisbedeckung des Nordpolarmeers im Januar 2017 so gering wie nie seit Beginn der Aufzeichnungen im Jahr 1979 um diese Jahreszeit: Sie betrug noch 13,38 Mio. Quadratkilometer, 260.000 (knapp 2 %) weniger als im Januar des Vorjahrs 2016, wo bereits ebenfalls ein Negativrekord verzeichnet worden war. Die sommerliche Eisbedeckung ging binnen 36 Jahren um mehr als ein Drittel zurück. 2015 betrug die Eisfläche während der Zeit der minimalen Eisbedeckung im September noch gut 4 Mio. km². Zu Beginn der Satellitenmessungen im Jahr 1979 waren es noch ca. 7 Mio. km² gewesen.
Auch auf Grönland nimmt die Eisdecke ab: Im Jahr 2007 verlor die Insel ein Volumen von 101 Kubikkilometern. Dies trug dazu bei, dass der Meeresspiegel in der Arktis um 0,25 Zentimeter pro Jahr ansteigt. Folgen sind bereits im Ökosystem feststellbar: So erhöht sich die Population der Gänse, während Rentierherden kleiner werden.
Im Juni 2011 veröffentlichte die ESA eine neue Karte der arktischen Eisschicht, die mit Hilfe von CryoSat-2 erstellt wurde. Erstmals in der Geschichte der arktischen Eisbeobachtung kann nun auch die Dicke des Eises genau vermessen werden. Die Betreiber des Satelliten sprechen daher vom Beginn einer neuen Messreihe.
Seit 2016 fielen mit Ausnahme des Jahres 2017 jährlich neue Negativrekorde bis einschließlich 2019: Erneut waren die Eisfläche der Arktis so gering wie noch nie (seit Beginn der Messungen 1978). Zusätzlich kann der Trend der arktischen Eisschmelze nun in Zahlen gefasst werden: Die Flächenabnahme (im Februar) beträgt rund 2,8 % pro Jahrzehnt; auch bei der Eisdicke lässt sich ein negativer Trend feststellen.

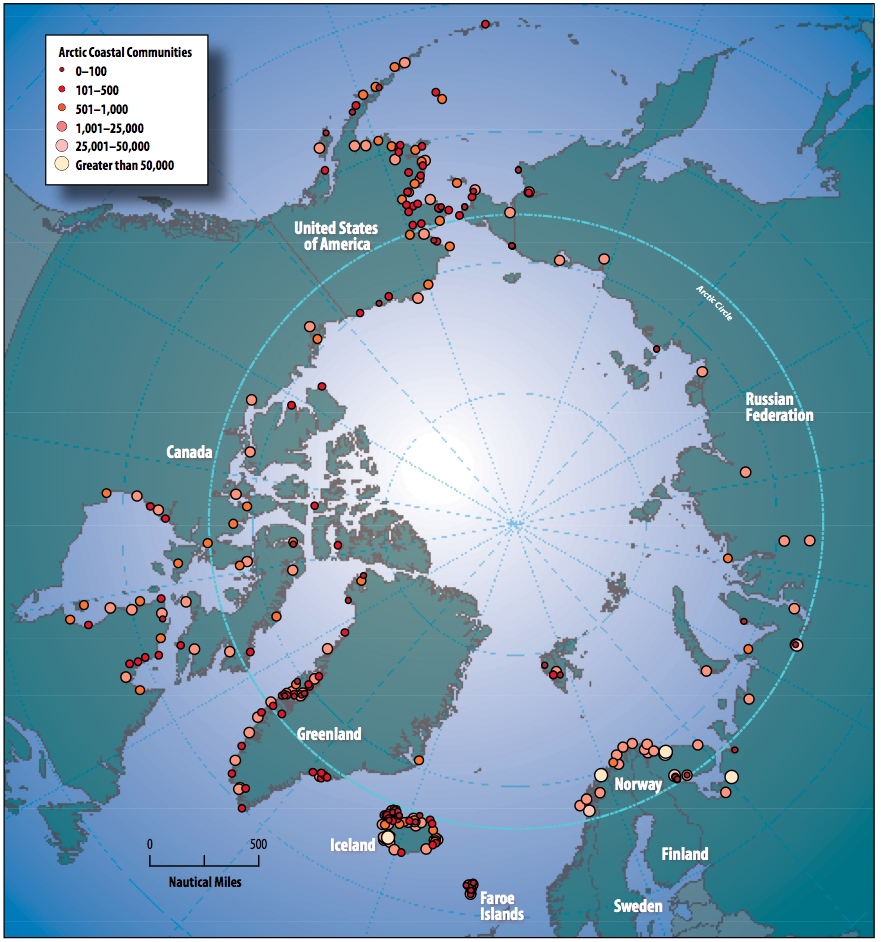
Besiedelung in und bei der Arktis um das Jahr 2009

## Bevölkerung

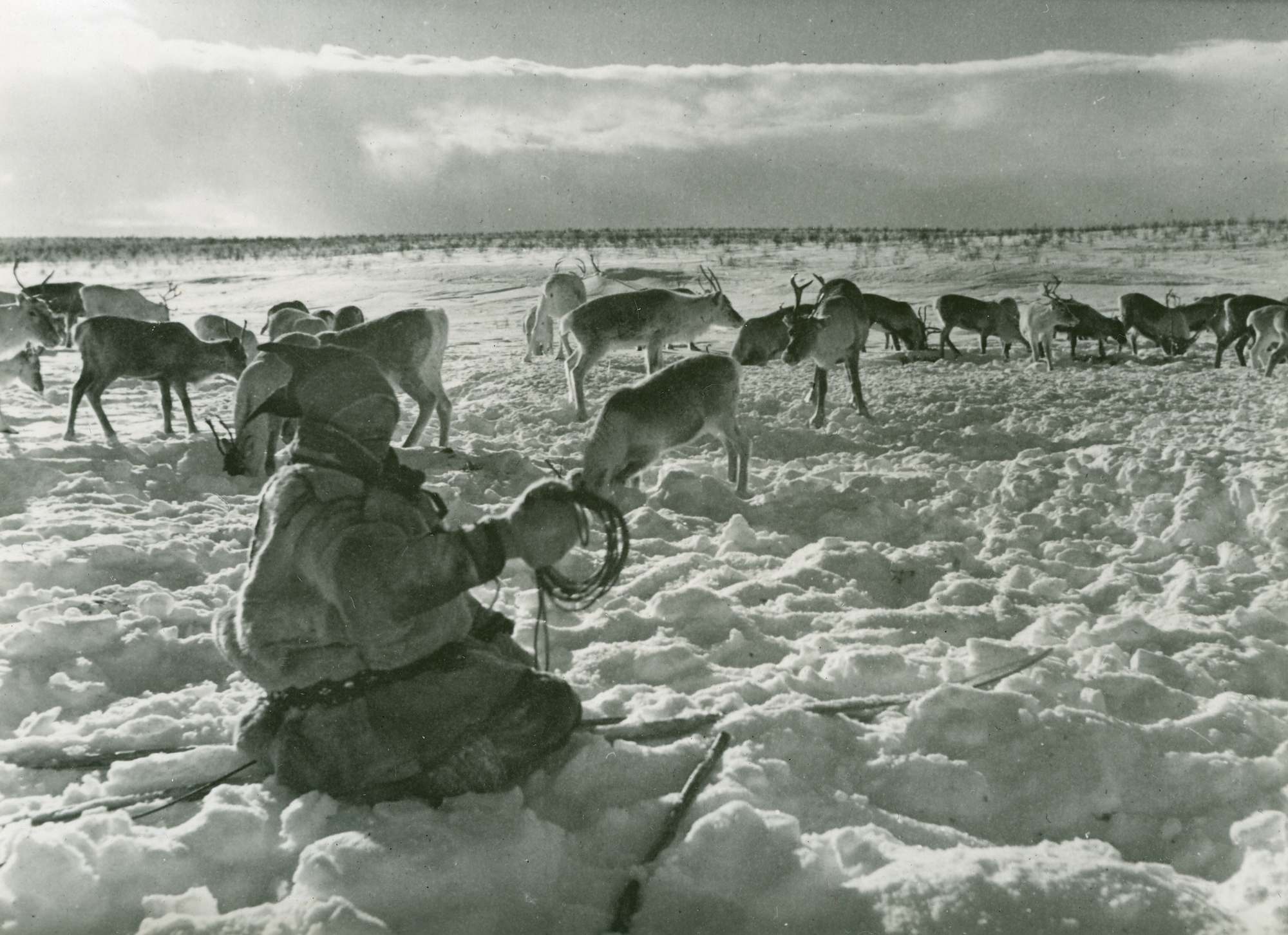
Samischer Rentier-Hüter am arktischen Polarkreis (Dezember 2018)

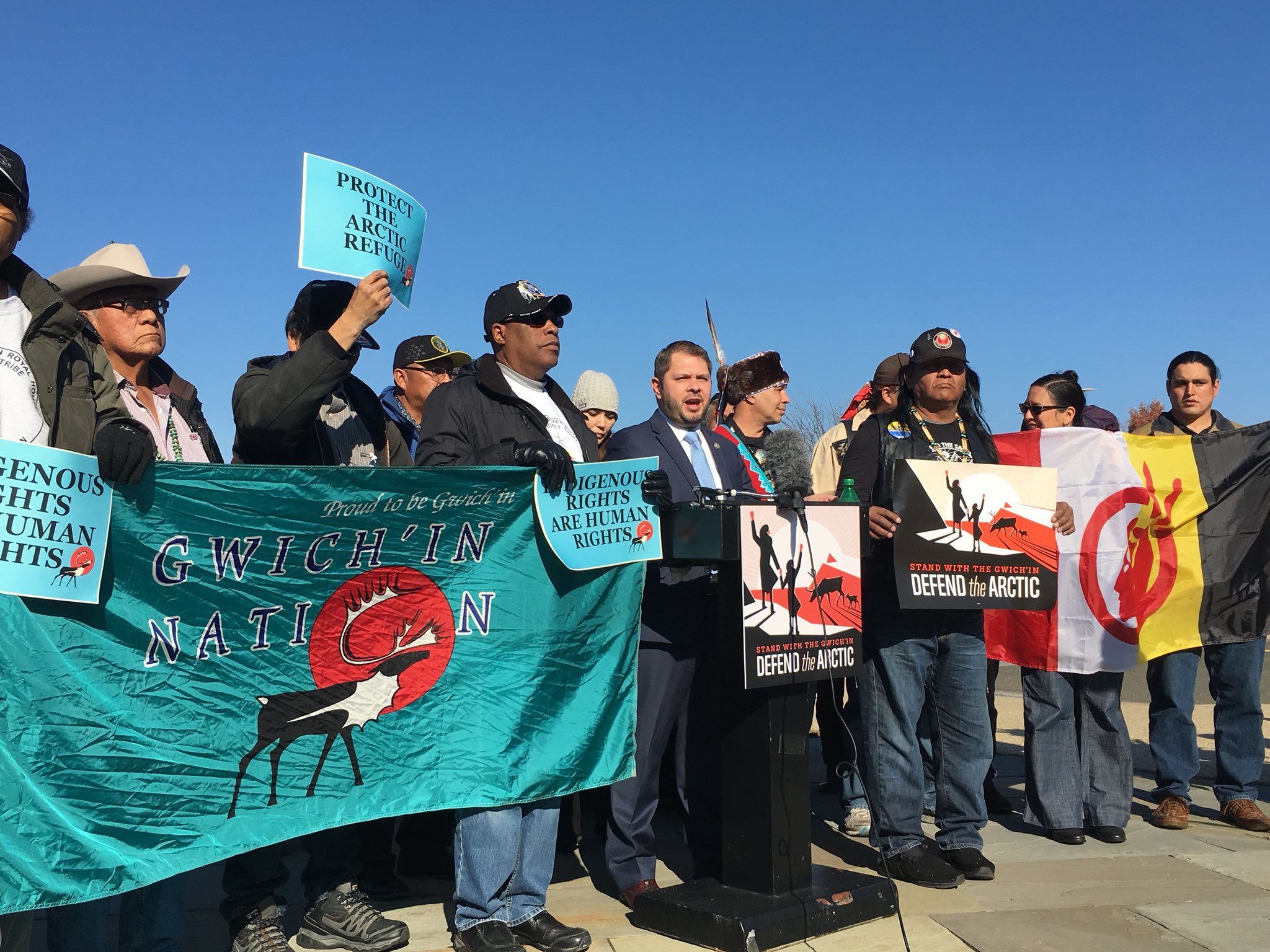
Der US-amerikanische Kongress-Abgeordnete Ruben Gallego mit indigenen Angehörigen der Gwich'in beim Protest gegen die Umweltpolitik des amtierenden US-amerikanischen Präsidenten Donald Trump in der Arktis (Dezember 2018)

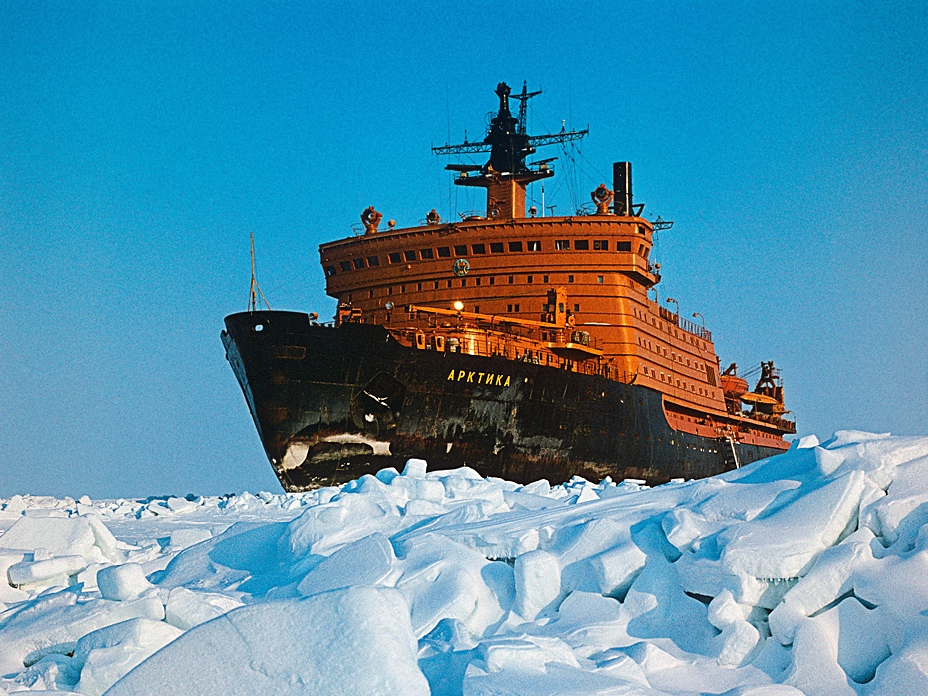
Russischer nuklearbetriebener Eisbrecher Arktika

Die gesamte Arktis ist dünn besiedelt und lässt praktisch keine Landwirtschaft zu, was in erster Linie auf das lebensfeindliche Klima zurückzuführen ist, das hier seit etwa der Mitte des 2. Jahrtausends herrscht. Vor dieser Zeit lebten hier kleinere menschliche Gruppen der Prä-Dorset-, Dorset- und Thule-Kultur, die mit Hilfe angepasster Lebensweisen und Techniken den extremen Bedingungen zu trotzen vermochten. Auch die Lichtverhältnisse stehen einer Besiedelung durch Menschen entgegen. Die Polarnacht verlängert sich (wie auch die Zeitphase der Mitternachtssonne) mit zunehmender Nähe zum geografischen Nordpol.
In der Arktis leben gegenwärtig insgesamt etwa vier Millionen Menschen, wobei ein kleiner Teil der Bevölkerung als indigen anerkannt wird. Zu den Polarvölkern zählen u. a. Eskimos (ca. 150.000), Nenzen (früher Samojeden genannt, ca. 40.000), Jakuten (ca. 330.000), Samen (ca. 70.000) und Ewenken (ca. 35.000). Außerdem leben in der Arktis zahlreiche Skandinavier, Russen und Nordamerikaner, unter ihnen Angehörige der First Nations und der Alaska Natives, also der indianischen Völker Nordkanadas und Alaskas. Indigene stellen nur mehr in Grönland und manchen Teilen Kanadas die Bevölkerungsmehrheit in der Region.
Weite Teile der Arktis gehörten bis in die Neuzeit zu den letzten weißen Flecken auf der Weltkarte. Manche Regionen, vor allem der Nordpol, waren bis ins 20. Jahrhundert nicht zugänglich und wurden erst mit enormem technischem Aufwand erreicht und erforscht. Heute sind sie allerdings nicht nur Ziel von extremen Fuß- oder Skiexpeditionen, sondern auch von Touristen, die sich zum Nordpol fliegen lassen.

## Politik

Politische Karte der Arktis, die Rote Linie ist die 10-°C-Juli-Isotherme

Vorgeschlagene Sektorenaufteilung der Arktis Anfang des 20. Jhdt.

Über die arktische Region erstrecken sich Teile der Staatsgebiete von Russland, den USA (Alaska) und Kanada, die abhängigen Gebiete Grönland (verwaltet von Dänemark) und Spitzbergen (zu Norwegen) sowie der Region Lappland (auf dem Staatsgebiet von Norwegen, Schweden und Finnland).
Es gibt keine territorialen Dispute über die arktischen Landflächen mehr. Der seit 1973 bestehende Konflikt über die Zugehörigkeit der Hans-Insel wurde 2022 mit einem Grenzvertrag beigelegt. Im Gegensatz dazu sind die maritimen Abgrenzungen in der Arktis nicht abschließend geklärt. In Anbetracht der vorhandenen natürlichen Ressourcen (vor allem Öl und Erdgas) ist den arktischen Hoheitsrechten in den letzten Jahren zunehmend die Aufmerksamkeit der Medien zugekommen, vor allem nachdem Russland 2007 mittels zweier U-Boote die Landesflagge am Meeresgrund des Nordpols platziert hat. Während Medien dieses Ereignis überwiegend als den Start eines „Wettrennens“ um die natürlichen Ressourcen interpretierten, ist diese Sichtweise wissenschaftlich umstritten. Die Seehoheit wird durch das Seerechtsübereinkommen der Vereinten Nationen geregelt. Mit der Ausnahme der USA sind alle arktischen Staaten Mitglied dieses Übereinkommens, und selbst die USA haben mehrmals beteuert, das Seerechtsübereinkommen zu akzeptieren. Relevant in diesem Zusammenhang ist vor allem die juristische Ausdehnung des Festlandsockels, da die Küstenstaaten innerhalb dieses Gebietes u. a. souveräne Rechte zur Ausbeutung der Ressourcen haben. Wenn ein Staat den Festlandsockel über 200 nautische Meilen hinaus für sich beanspruchen möchte, muss er dies wissenschaftlich ausführen und bei der Kommission zur Begrenzung des Festlandsockels einreichen. Die Expedition, im Rahmen derer die russische Flagge platziert wurde, diente nach russischen Angaben in erster Linie wissenschaftlichen Untersuchungen. Russland selbst hat nie behauptet, mit dem Platzieren der Flagge rechtlich bindende Hoheitsansprüche auf den Nordpol zu stellen, sondern dies mit dem Hissen der US-amerikanischen Flagge auf dem Mond verglichen, da nun erstmals Menschen den Meeresgrund unter dem geografischen Nordpol erreicht hätten. Gleichwohl erklärte der russische Expeditionsleiter Chilingarow vor dem Tauchgang, es solle bewiesen werden, „die Arktis ist russisch.“ Um der Welt zu demonstrieren, dass es keinen Konflikt um die Abgrenzungen in der maritimen Arktis gibt, haben die fünf Anrainerstaaten des Arktischen Ozeans 2008 in der Ilulissat-Deklaration ihre Kooperation bekräftigt und die Wichtigkeit des Seerechtsübereinkommen abermals herausgestrichen. Daher wurde in der Wissenschaft auch lange die These vertreten, dass es in der Arktis kein Wettrennen um Ressourcen gebe, sondern vielmehr eine Kooperation unter den arktischen Staaten, und sich Hoheitsansprüche geordnet im Rahmen des internationalen Rechtssystems entwickelten.
Für die arktische Kooperation noch bedeutender als das Treffen in Ilulissat ist der Arktische Rat, der 1996 als Nachfolgeorganisation des Arktischen Umweltschutzprogramms gegründet wurde: Innerhalb dieses Rats arbeiteten die arktischen Staaten auch in Bezug auf den Abbau von Bodenschätzen bis zum Beginn des russischen Angriffskrieges auf die Ukraine im Februar 2022 zusammen, seither ruht die Kooperation mit Russland und die Konkurrenz nimmt zu.
Bereits im März 2021 hatten drei russische Atom-U-Boote das 1,5 m dicke Eis der Arktis durchbrochen und eine Militärübung abgehalten.

## Umweltverschmutzung
Während die traditionell lebenden Bewohner die arktische Umwelt nur wenig beeinflussen, ist die Belastung durch Industriestädte in Nordkanada oder Sibirien groß. Zusätzlich gelangen Schadstoffe über Luft und Ozean aus den mittleren Breiten in die Arktis.

### Smog verschleiert den Klimawandel
Die arktische Atmosphäre ist besonders im Winter durch menschengemachte Emissionen mit Luftschadstoffen verschmutzt. Dieser arktische Smog wurde schon in den 1950er Jahren von Piloten beobachtet und seither intensiv erforscht. Im Winter bilden sich Luftschichten, unter denen es kaum vertikalen Austausch gibt. Zusätzlich fällt so gut wie kein Schnee. Deshalb sammeln sich Abgase und Feinstaub an und führen zu Smog. Die Schadstoffe stammen je etwa zur Hälfte aus der Arktis und den mittleren Breiten.
Der Feinstaub in der Luft reflektiert die Sonnenstrahlen, bevor sie die Oberfläche erreichen. Dies minderte die Erwärmung der Arktis bis zu einem gewissen Grad. Die verbesserte Luftqualität in den vergangenen Jahrzehnten aufgrund von Luftreinhaltemaßnahmen in Europa und Nordamerika und des Kollapses der Sowjetunion hob diesen kühlenden Effekt aber teilweise auf. Die saubere Luft in der Arktis und den höheren mittleren Breiten trägt heute ungefähr gleich viel zur Erwärmung der Arktis bei wie die erhöhten Kohlenstoffdioxid-Konzentrationen aufgrund des globalen Klimawandels.

### Giftstoffe schaden Tieren und Menschen
Mit dem globalen Wandel nimmt auch die Belastung durch giftige Chemikalien zu. So setzen der Bergbau, die Metall- und Zementproduktion beim Einsatz fossiler Brennstoffe Quecksilber frei, das über die Luft oder die Ozeane in die Arktis transportiert wird. Obwohl viele giftige Substanzen wie etwa persistente organische Schadstoffe (POP) längst verboten sind, gelangen sie weiterhin in die Umwelt. Quecksilber wird gar nicht und POP werden nur schwer abgebaut. Neue gefährliche Stoffe, zum Beispiel Flammschutzmittel, kommen hinzu. Die Umweltbelastung verstärkt sich zudem durch die Remobilisierung von bisher im Schnee und Eis gebundenen Schadstoffen.
All diese Substanzen lagern sich bevorzugt im Fett von Lebewesen an. In Tierarten, die in der Nahrungshierarchie zuoberst stehen, reichern sich die Giftstoffe an. So enthalten Fische, Robben, Eisbären oder Wale besorgniserregend hohe Konzentrationen. Sie leiden unter reduzierter Fitness, gestörtem Verhalten und beeinträchtigter Fortpflanzung. Zusammen mit weiteren Faktoren wie dem Druck durch neu einwandernde Arten, steigende Temperaturen und saisonale Verschiebungen bringt dies viele Arten an die Grenzen ihrer Überlebensfähigkeit.
Betroffen von den ansteigenden Konzentrationen von Quecksilber und POP sind auch die indigenen Völker, die sich traditionell von Fischen, Robben und Walen ernähren. Quecksilber kann zu neurologischen Schäden und bei Kindern zu Unterentwicklung führen. Wie stark und mit welchen Stoffen die Bewohner der Arktis belastet sind, unterscheidet sich regional. In gewissen Gebieten steigt die Belastung insbesondere durch neue Stoffe und Abbauprodukte von POP.

### Neue Aktivitäten führen zu neuen Belastungen
Trotz der verstärkten klimabedingten Freisetzung aus schmelzendem Schnee und Eis reduziert sich die Belastung der Arktis mit Luftschadstoffen, Quecksilber und POP langfristig, weil der Einsatz weltweit zurückgeht. Hingegen führen neue Aktivitäten zu neuen Belastungen. Dazu gehören die Gasförderung und damit verbunden das Abfackeln von Gas oder die Ölförderung aus Ölsanden. Mit dem Rückgang des Meereises wird der Schiffsverkehr ausgebaut. So nahm dieser zwischen 2013 und 2019 in der Arktis um 25 Prozent zu. Damit steigt das Risiko von Unfällen und auslaufendem Öl. Zudem beeinträchtigt der zunehmende Lärm die marinen Ökosysteme und sensible Arten wie die über Laute kommunizierenden Meeressäuger.
Müll in den Meeren, zum größten Teil Plastikmüll, stellt ein weiteres enormes Problem dar. Unter arktischen Bedingungen zersetzt sich Plastik besonders langsam und kann Umwelt und Mensch schaden. Nach einer im Oktober 2015 im Magazin Polar Biology online veröffentlichten Mitteilung des Alfred-Wegener-Instituts (AWI) findet sich Plastikmüll bereits auch auf der Wasseroberfläche der Arktis: Die Herkunft sei unklar; entsprechende Daten wurden erstmals bei einer Expedition 2012 zwischen Grönland und der östlich davon liegenden Inselgruppe Spitzbergen erhoben.

## Wirtschaft
Die wirtschaftliche Entwicklung der Arktis soll nach dem Willen der internationalen Gemeinschaft auch den indigenen Völkern zugutekommen, deren traditionelle Subsistenzwirtschaften durch die Auswirkungen der globalen Erwärmung zunehmend unsicherer wird. Dazu wurden vielen Völkern bereits weitreichende Landrechte übertragen. Ein wichtiges Instrument zur Einbindung ihrer Interessen ist das zwischenstaatliche Forum des Arktischen Rates. Bislang existieren ihre Rechte jedoch vorwiegend auf dem Papier: Lokale Gemeinschaften haben keine Lobby, sind nicht global vernetzt wie die Konzerne und verfügen weder über Erfahrungen mit den Mechanismen der Marktwirtschaft noch über genügend Finanzmittel, um ihre Rechte auf gerichtlichem Weg durchzusetzen. Auch der ungeklärte politische Status der Arktis erschwert die Umsetzung indigener Rechte, da die beteiligten Staaten zuerst ihre nationalen wirtschaftlichen Interessen durchsetzen wollen.

### Land- und Viehwirtschaft
Aufgrund klimatischer Veränderungen werden einige Regionen der Arktis für landwirtschaftliche Zwecke genutzt. Bereits seit den 1990er Jahren werden verschiedene Agrarprodukte wie Kartoffeln, Beeren oder Kräuter in der Arktis für den kommerziellen Verkauf produziert. Insbesondere die Viehwirtschaft, welche traditionell vor allem auf (ursprünglich subsistenzorientierter) Rentierzüchtung sowie auch die Haltung von Milchkühen und Schafen basiert, dominiert den Agrarsektor. Eine geregelte kommerzielle Nutzung tierischer Produkte (Milch, Fell, Fleisch) besteht in einigen Regionen seit 1971. Die Entwicklung einer umfassenden arktischen Agrarindustrie ist jedoch aufgrund bestehender Klimaverhältnisse, fehlender Infrastruktur, spärlicher Bevölkerung sowie einer Risikoaversion der Landwirte auch zukünftig noch nicht abzusehen.

### Fischerei
Die industrielle Fischerei in den arktischen Gebieten gehört zu den am stärksten wachsenden Wirtschaftszweigen des hohen Nordens und hat ihre Fangquote in den vergangenen zehn Jahren verdreifacht. Wichtiger Abnehmer des arktischen Fisches ist die EU: Um 2008 stammten 20 % aller EU-weiten Fischimporte aus Norwegen. Einfuhren aus Island decken wiederum 6 % und aus den USA 4 % ab. Es gibt jedoch anhaltende Warnungen vor einer Überfischung und negative Einflüsse auf die besonders empfindlichen Meeresökosysteme im Bereich des arktischen Eises, während andere Wissenschaftler postulieren, dass sich der Klimawandel positiv auf die Reproduktion einiger Fisch- und Krabbenbestände auswirken könnte. Inwieweit sich das Fangpotenzial jedoch tatsächlich erhöht, ist aufgrund mangelnder Erforschung der Auswirkungen des Klimawandels auf das marine Ökosystem derzeit nur unter Vorbehalt einzuschätzen. Zudem sind noch nicht alle Regionen der Arktis für die Fischerei zugänglich.

### Tourismus
Der arktische Tourismus findet bereits seit dem 19. Jahrhundert statt und gehört zu den am schnellsten wachsenden Wirtschaftszweigen im hohen Norden. Die touristischen Angebote sind vielfältig und umfassen – je nach Region – Naturtourismus, Tauchangebote, Kajakfahrten, Snowboarden, Ski, Klettern und vieles mehr. Große Kreuzfahrtschiffe bringen in regelmäßigen Abständen Reisende in die Gebiete der arktischen Anrainerstaaten, wovon auch deren Binnenkonjunktur profitiert. Während im Jahr 2005 noch ca. 50.000 Kreuzfahrtpassagiere erfasst wurden, waren es im Jahr 2016 80.000 Touristen, womit eine Zunahme der Passagierzahlen arktischer Kreuzfahrten um 60 % innerhalb von elf Jahren zu verzeichnen war. Im Jahr 2019, also vor Corona, wurde Alaska von mehr als einer Million Kreuzfahrtpassagieren besucht, Spitzbergen von bis zu 50.000 sowie Grönland zählte bis zu 30.000. Die Auswirkungen auf die Umwelt halten nicht nur viele Wissenschaftler für bedenklich.

### Güterschiffsverkehr
Die Arktis wird seit Jahrzehnten intensiv für den Güterverkehr via Schiff genutzt. Das Abschmelzen des Nordpolareises ermöglicht bereits heute die Erschließung alternativer Transferrouten für Gütertransporte im Arktischen Ozean, wodurch eine schnellere und zuverlässigere Bereitstellung von Gütern gewährleistet werden kann, als dies bisher mit den traditionellen Seehandelswegen möglich ist. Derzeit existieren einige anerkannte Schiffsrouten für den steigenden Wasserverkehr: die Nordwestpassage (NWP) entlang der kanadischen Inselkette, die Nordostpassage (NOP) entlang der norwegischen und russischen Küste und die transpolare Passage, welche zentral durch den Mittelpunkt des Nordpolarmeers führt. Die Befahrung dieser Seewege kann zu logistischen und zeitlichen Einsparungen beitragen, wird jedoch von Ökologen äußerst kritisch gesehen.

### Schöpfung von Bodenressourcen
Die Arktis verfügt über verschiedene nichtenergetische Bodenressourcen wie etwa Seltene Erden, Edelmetalle, Eisen, Nichteisenmetalle, Edelsteine oder Naturwerksteine. Der Großteil dieser arktischen Vorkommen an nichtenergetischen Rohstoffen liegen auf dem Festland und in küstennahen Gewässern; über im Meer gelegene Lagerstätten gibt es bisher keine konkreten Einschätzungen. Trotz fehlender Infrastrukturen und hoher Förderungskosten wird die Schöpfung der Bodenschätze aufgrund langfristig steigender Rohstoffpreise und zunehmender globaler Rohstoffknappheit in naher Zukunft dazu führen, dass eine wirtschaftliche Förderung trotz schwieriger Bedingungen profitabel werden wird. Auch die Rohstoffförderung kann weitreichende Konsequenzen auf die empfindlichen arktischen Ökosysteme haben.